# Lyara Medeiros
Lyara Batista Medeiros (Porto Alegre, 19 de setembro de 1996) é uma jogadora de voleibol brasileira. atuante na posição de Levantadora foi vice-campeã da edição do Mundial Juvenil de 2015 em Porto Rico.

## Carreira
Nasceu na capital do Estado, mas desde os oito anos de idade residia em Cachoeirinha, filha dos funcionários públicos, Loy Alves Medeiros e Márcia Sousa Batista, concluiu o ensino médio em 2013 e pensava em cursar Jornalismo. Desde os 12 anos de idade praticava o voleibol, inspirada em sua mãe que praticava de forma amadora, e chegou a praticar outras modalidades, como futebol, capoeira, ginástica olímpica, basquete e handball, além de dedicar-se ao ballet.
Após identificação com a modalidade, ingressou na escolinha de vôlei da Sociedade Ginástica de Porto Alegre (Sogipa).De 2011 a 2013 foi integrante da Seleção Gaúcha, já morando em São Paulo, iniciou competindo pelo Bradesco/Osasco, e no ano de 2015 foi contratada pelo Concilig/Bauru, na temporada 2017-18 é reforço do São Caetano, na sequencia assinou com o Esporte Clube Pinheiros e permaneceu nas temporadas 2018-19 e 2019-20.
Nas categorias de base da Seleção Brasileira esteve presente desde a formação da primeira seleção infantil, em 2011, conquistou a medalha de ouro no primeiro torneio internacional, o Campeonato Sul-Americano Infantil de 2011 em Canelones, teve passagem nas categoria infantojuvenil de 2012 a 2013, juvenil 2014 a 2015) e sub-23 (2016  a 2017).Disputou o Campeonato Sul-Americano Infantojuvenil de 2012 em Callao obtendo a medalha de prata.
Representou o país na edição da Copa Pan-Americana Infantojuvenil de 2013 realizada na Cidade da Guatemala.Em 2014 foi campeã com a seleção do torneio promovido pela AAU - Amateur Athletic Union Volleyball, em Orlando, nos Estados Unidos, chamado de AAU Girls' Junior National Volleyball Championships.
o ano de 2014 foi a capitã da seleção brasileira cujo elenco enviado para ganhar experiência e em sua maioria da categoria juvenil, e disputou a edição dos Jogos Sul-Americanos de Santiago, Chile, ocasião que terminou com a medalha de bronze  , também disputou a edição do Campeonato Sul-Americano Juvenil de 2014 em Barrancabermeja  e conquistando a medalha de ouro.
Foi  convocada para Seleção Brasileira e disputou a edição do Campeonato Mundial Juvenil de 2015 realizado em Porto Rico sagrando-se medalhista de prata e em 2016 foi convocada para representar a seleção brasileira na edição do Campeonato Sul-Americano Sub-23 realizado em Limae foi premiada como a segunda melhor central integrando a seleção do campeonato
Em 2019 representou o país na edição da  Universíada de Verão sediada em Nápoles, terminando na quinta posição.Na temporada 2020-21 foi anunciada como segunda levantadora do Dentil/Praia Clube.

## Títulos e resultados
- Superliga Brasileira Aː2022-23
- Superliga Brasileira Aː2020-21 e 2021-22
- Supercopa Brasileira de Voleibolː2020 e 2021
- Troféu Super Vôleiː2020
- Copa Brasil:2021 e 2023
- Copa Brasil:2022
- Campeonato Mineiro: 2021
- Campeonato Mineiro: 2020 e 2022